# イワン・エフレーモフ

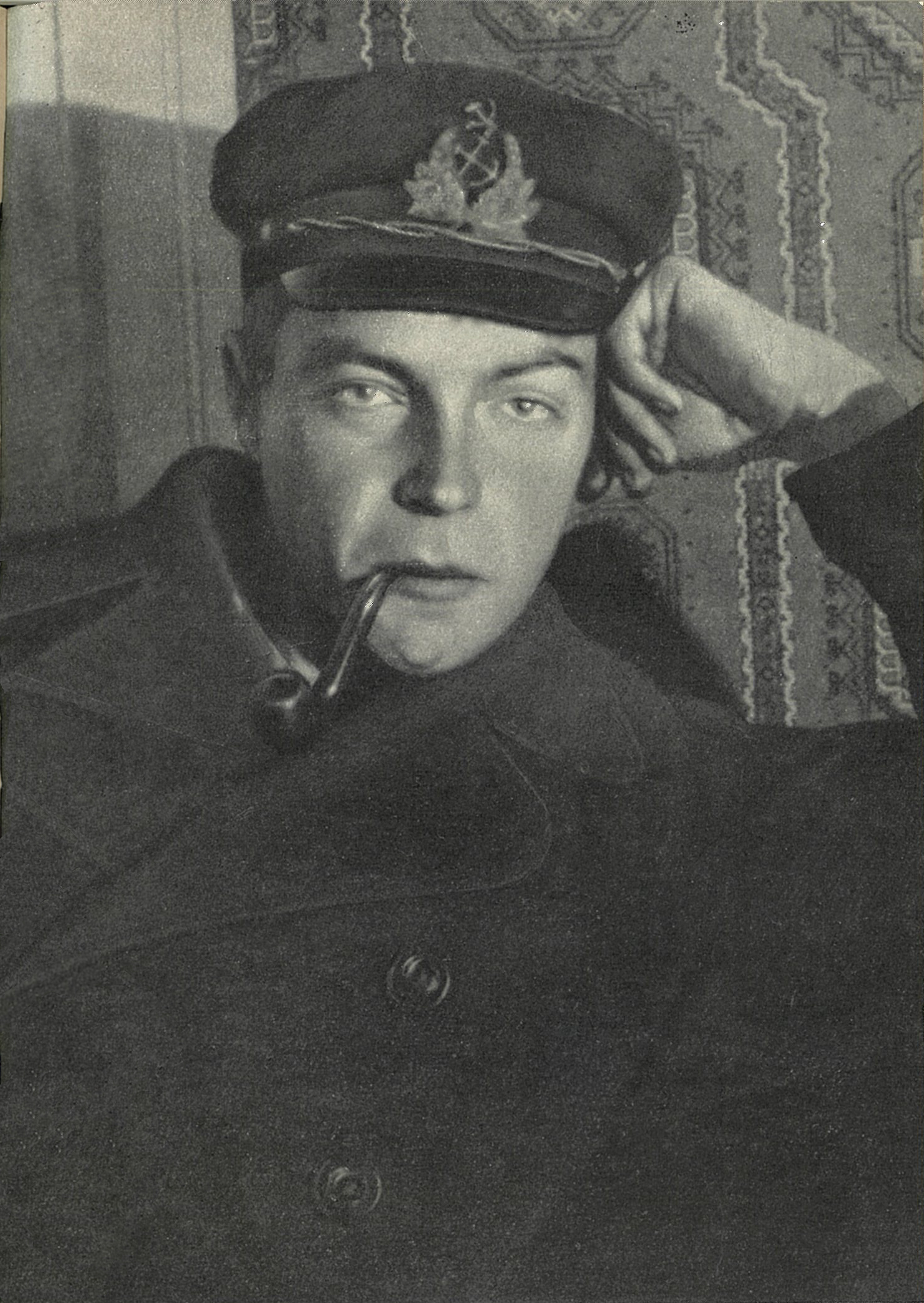
イワン・エフレーモフ

イワン・アントーノヴィチ・エフレーモフ（露：Иван Антонович Ефремов；ラテン翻字例：Ivan Antonovich Efremov、1907年4月22日 - 1972年10月5日）は、ロシア（ソ連）のSF作家である。古生物学者から転身した作家で、代表作としては共産主義社会の未来を肯定的に扱った長編『アンドロメダ星雲』などがある。

## 略歴
サンクトペテルブルク出身。少年時代はジュール・ヴェルヌやH・R・ハガードを愛読したという。船員生活を経て、レニングラード大学で学び、古生物学者となる。1940年、生物学の博士号を取得。戦後、ソ連科学アカデミーが古生物学上の目的で送り出したゴビ砂漠探検隊を、3度に渡り指揮した（1946 - 49年）。1950年にはタフォノミー（Taphonomy；化石生成論）の草創的な著作『タフォノミアと地質時代』（未訳）でスターリン賞を受賞。
戦中、熱病で本業から一時退いて時間ができたことをきっかけに創作を始める（彼をSFの創作に導いた「内的な動機」は、かねてから持っていた、科学者としては活かしきれない大胆な着想を小説の形で放出したいという欲求にあった）。1944年に最初の短編集『五つのポイント』（未訳）を刊行。本人が語るところでは、当初エフレーモフは専業作家になる気はなかったのだが、先行するSF作家アレクセイ・ニコラエヴィッチ・トルストイに評価されたことから本格的に創作に取り組むようになったのだという。
作品には、SF以外にも歴史小説やノンフィクションがある。

## 作品リスト
本節では、日本語訳された主要作品のみ挙げた。短編等については外部リンクを参照されたい。

### フィクション
- 『世界SF全集22 エフレーモフ』早川書房、1978年
  - Туманность Андромеды (1957) 「アンドロメダ星雲（英語版、ロシア語版）」
- Час Быка (1968) 『丑の刻』早川書房、1980年
- Лезвие бритвы (1963) 『アレクサンドロスの王冠（上・下）』創元推理文庫、1979年

### ノンフィクション
- 『世界ノンフィクション ヴェリタ 16』筑摩書房、1978年
  - Дорога Ветров (1958)「恐竜の発見 - 風の道」

## 主要参考資料
- 『世界SF全集22』（早川書房、1978年）巻末「解説 エフレーモフ - 人と作品」（飯田規和）